# Adrian Winfrid Franklyn
Adrian Winfrid Franklyn (ur. 1 kwietnia 1899 w Twickenham, zm. czerwiec 1986 w Whitford) – angielski as myśliwski okresu I wojny światowej. Odniósł 7 zwycięstw powietrznych.

## Życiorys
Adrian Franklyn urodził się w Twickenham na przedmieściach Londynu. Służbę w eskadrze No. 3 Squadron RAF rozpoczął na początku 1918 roku. Pierwsze zwycięstwo powietrzne odniósł 22 marca na południowy wschód od Havrincourt nad niemieckim samolotem Albatros D.V. 20 kwietnia 1918 roku jako ostatni z brytyjskich pilotów miał okazję spotkać się w walce z Manfredem von Richthofenem.
Piąte zwycięstwo powietrzne dające mu tytuł asa myśliwskiego odniósł 20 lipca nad samolotem Hannover C w okolicach Ayette, zwycięstwo to odniósł wspólnie z kolegą z jednostki Hazelem LeRoy Wallace’em.
Ostatnie siódme zwycięstwo odniósł 5 września 1918 roku nad samolotem Fokker D.VII. Adrian Winfrid Franklyn wszystkie zwycięstwa odniósł na samolocie Sopwith Camel.
Po zakończeniu wojny Franklyn pozostał w RAF. Służył do 1948 roku, kiedy odszedł na emeryturę w stopniu pułkownika.

## Odznaczenia
- Military Cross